# Forchetta da dolce

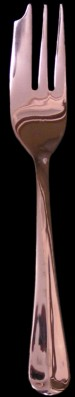
Forchetta da dolce

La forchetta da dolce è un tipo di forchetta di misura piccola usata per mangiare le torte e altri dolci solidi quando vengono serviti su un piatto a tavola. Ha la stessa dimensione di una forchetta da frutta, da cui si distingue per avere tre soli rebbi, invece che quattro. È caratterizzata dall'avere un rebbio esterno di forma allargata rispetto agli altri in modo che possa fungere da coltello nel sezionare il dolce. Le forchette da dolce sono generalmente costruite per destrorsi, hanno il rebbio-coltello a sinistra in modo che si possa fare pressione con la mano destra.